# Orogènesi alpina

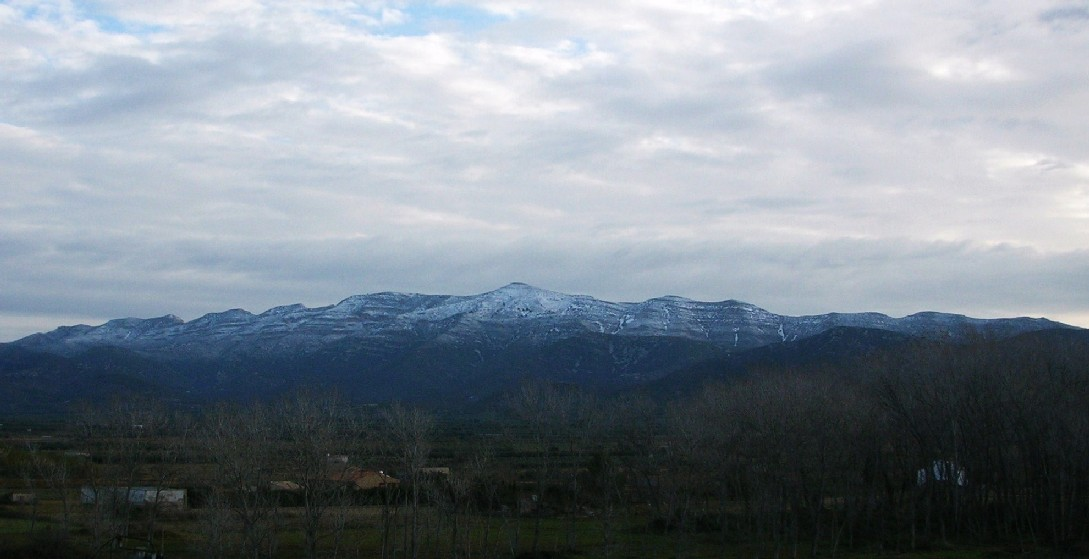
La Serra del Montsià és una de les serres que es varen formar durant l'orogènesi alpina

L'orogènesi alpina és una fase orogènica del Terciari on a partir de la compressió de sediments que han ascendits degut a la coalició de dues plaques tectòniques en forma convergent, que formà i segueix formant serralades muntanyoses d'alçada variada, en forma horitzontal situades en una latitud nord. En ella podem observar importants i conegudes muntanyes com: Everest, Mont Blanc, Pic d'Aneto...
Dins de l'hemisferi terrestre podem observar dos tipus d'orogènesis: l'Alpina i l'Orogènesi andiana.

## Particularitats
L'orogènesi alpina alçà les serralades del sistema de Tetis. Aquestes muntanyes inclouen (d'oest a est) l'Atles, els Pirineus, els Alps, els Alps Dinàrics, les Pindos, la serralada dels Balcans, les Muntanyes del Taure, el Caucas, els Monts Elburz, Zagros, l'Hindu Kush, el Pamir, el Karakoram i l'Himàlaia. A vegades s'usen noms per descriure la formació de serralades individuals: per exemple, l'orogènesi dels Carpats, l'orogènesi de Pindos o l'orogènesi de l'Himàlaia.
L'orogènesi alpina tingué lloc quan els continents d'Àfrica i l'Índia i la petita placa cimmeriana, al sud, col·lidiren amb Euràsia al nord. Moviments convergents entre les plaques tectòniques (la placa índia i la placa africana al sud, i la placa eurasiàtica al nord, així com moltes altres plaques més petites i microplaques) començaren ja al Cretaci superior, però les fases principals d'orogènia començaren al Paleocè i Eocè. Actualment el procés continua en algunes de les serralades del sistema de Tetis.